# إسبن ساندبرغ
إسبن ساندبرغ (بالنرويجية: Espen Sandberg) (و. 1971  م) هو مخرج أفلام نرويجي، ولد في ساندفيورد.

## وصلات خارجية
- إسبن ساندبرغ على موقع IMDb (الإنجليزية)
- إسبن ساندبرغ على موقع ألو سيني (الفرنسية)
- إسبن ساندبرغ على موقع ميوزك برينز (الإنجليزية)
- إسبن ساندبرغ على موقع أول موفي (الإنجليزية)
- إسبن ساندبرغ على موقع بوكس أوفيس موجو (الإنجليزية)
- إسبن ساندبرغ على موقع قاعدة بيانات الأفلام السويدية (السويدية)
- إسبن ساندبرغ على موقع قاعدة بيانات الفيلم (الإنجليزية)
- إسبن ساندبرغ على موقع كينوبويسك (الروسية)